# Cannon (lớp tàu hộ tống khu trục)
Lớp tàu hộ tống khu trục Cannon là một lớp tàu hộ tống khu trục được chế tạo cho Hải quân Hoa Kỳ, chủ yếu được sử dụng trong vai trò hộ tống và chiến tranh chống ngầm trong Chiến tranh thế giới thứ hai. Chiếc dẫn đầu của lớp, USS Cannon, được cho nhập biên chế vào ngày 26 tháng 9 năm 1943 tại Wilmington, Delaware. Trong tổng số 116 chiếc được đặt hàng, 44 chiếc đã bị hủy bỏ và sáu chiếc được cho nhập biên chế trực tiếp cùng Hải quân Pháp Tự do. Trong chiến tranh, tàu hộ tống khu trục thường tháp tùng để bảo vệ các đoàn tàu buôn hay tàu vận tải các loại băng qua các vùng biển bị tàu ngầm hay máy bay đối phương uy hiếp.
Sau khi chiếc BRP Rajah Humabon (PS-11) của Hải quân Philippines được cho xuất biên chế vào tháng 3 năm 2018, chiếc HTMS Pin Klao (DE-413) của Hải quân Hoàng gia Thái Lan trở thành chiếc duy nhất của lớp còn hoạt động.

## Đặc điểm thiết kế
Lớp Cannon có thiết kế hầu như tương tự với lớp Buckley dẫn trước. Khác biệt chủ yếu so với lớp Buckley là ở hệ thống động lực, khi nó quay trở lại cấu hình động cơ diesel-điện tương tự như thiết kế lớp tàu hộ tống khu trục đầu tiên Evarts. Cấu hình này còn được gọi là Kiểu DET (diesel electric tandem), khi các động cơ diesel đặt nối tiếp dẫn động máy phát điện, và điện năng sẽ cung cấp cho động cơ quay trục chân vịt cho con tàu. Động cơ diesel có ưu thế về hiệu suất sử dụng nhiên liệu, giúp cho lớp Cannon cải thiện được tầm xa hoạt động, nhưng đánh đổi lấy tốc độ chậm hơn.
Vũ khí trang bị bao gồm ba khẩu pháo lưỡng dụng 3 in (76 mm)/50-caliber trên tháp pháo nòng đơn có thể đối hạm hoặc phòng không, một khẩu đội pháo phòng không Bofors 40 mm nòng đôi và tám pháo phòng không Oerlikon 20 mm. Vũ khí chống ngầm bao gồm một dàn súng cối chống tàu ngầm Hedgehog Mk. 10 (có 24 nòng và mang theo 144 quả đạn); hai đường ray Mk. 9 và tám máy phóng K3 Mk. 6 để thả bom chìm. Con tàu vẫn giữ lại ba ống phóng ngư lôi Mark 15 21 inch (533 mm). Thủy thủ đoàn đầy đủ bao gồm 15 sĩ quan và 201 thủy thủ.

## Chuyển giao trong Thế chiến II

### Pháp Tự do
- USS Corbesier (DE-106) như là chiếc Sénégalais
- USS Cronin (DE-107) như là chiếc Algérien
- USS Crosley (DE-108) như là chiếc Tunisien
- USS Marocain (DE-109) như là chiếc Marocain
- USS Hova (DE-110) như là chiếc Hova
- USS Somali (DE-111) như là chiếc Somali

### Chuyển giao cho Brazil
- USS Alger (DE-101) như là chiếc Babitonga
- USS Cannon (DE-99) như là chiếc Baependi
- USS Christopher (DE-100) như là chiếc Benevente
- USS Herzog (DE-178) như là chiếc Beberibe
- USS Marts (DE-174) như là chiếc Bocaina
- USS McAnn (DE-179) như là chiếc Bauru - hiện là tàu bảo tàng tại Rio de Janeiro
- USS Pennewill (DE-175) như là chiếc Bertioga
- USS Reybold (DE-177) như là chiếc Bracui

## Chuyển giao sau Thế chiến II

### Chuyển giao cho Pháp
- USS Baker (DE-190) như là chiếc Malgache (F724); phục vụ 1952-1969
- USS Bright (DE-747) như là chiếc Touareg (F721); phục vụ 1950-1960
- USS Cates (DE-763) như là chiếc Soudanais (F722); phục vụ 1950-1959
- USS Clarence L. Evans (DE-113) như là chiếc Berbère (F723); phục vụ 1952-1960
- USS Riddle (DE-185) như là chiếc Kabyle (F718); phục vụ 1950-1959
- USS Samuel S. Miles (DE-183) như là chiếc Arabe (F717); phục vụ 1950-1968
- USS Swearer (DE-186) như là chiếc Bambara (F719); phục vụ 1950-1959
- USS Wingfield (DE-194) như là chiếc Sakalave (F720); phục vụ 1950-1960

### Chuyển giao cho Hy Lạp
- USS Eldridge (DE-173) như là chiếc Leon; phục vụ 1951–1992
- USS Slater (DE-766) như là chiếc Aetos; phục vụ 1951–1991; hiện là tàu bảo tàng tại Albany, New York
- USS Ebert (DE-768) như là chiếc Ierax ; phục vụ 1951–1991
- USS Garfield Thomas (DE-193) như là chiếc Panthir; phục vụ 1951–1992

### Chuyển giao cho Ý
- USS Wesson (DE-184) như là chiếc Andromeda (F 592) 1951; tháo dỡ 1972
- USS Thornhill (DE-195) như là chiếc Aldebaran (F 590) 1951; tháo dỡ 1976
- USS Gandy (DE-764) như là chiếc Altair (F 591) 1951; đánh chìm như mục tiêu 1971

### Chuyển giao cho Nhật Bản
- USS Amick (DE-168) như là chiếc Asahi (DE-262) 1955–75 (chuyển cho Philippines sau đó)
- USS Atherton (DE-169) như là chiếc Hatsuhi (DE-263) 1955–75 (chuyển cho Philippines sau đó)

### Chuyển giao cho Hà Lan
- USS Burrows (DE-105) như là chiếc Van Amstel (F806) 1950
- USS Rinehart (DE-196) như là chiếc Bitter (F807) 1950
- USS Gustafson (DE-182) như là chiếc Van Ewijck (F808) 1950
- USS O'Neill (DE-188) như là chiếc Dubois (F809) 1950
- USS Eisner (DE-192) như là chiếc Zeeuw (F810) 1950
- USS Stern (DE-187) như là chiếc van Zijll (F811) 1950

### Chuyển giao cho Peru
- USS Bangust (DE-739) như là chiếc BAP Castilla; phục vụ 1951–1979
- USS Waterman (DE-740) như là chiếc BAP Aguirre; phục vụ 1951–1974
- USS Weaver (DE-741) như là chiếc BAP Rodríguez; phục vụ 1951–1979

### Chuyển giao cho Philippines
- USS Amick (DE-168) như là chiếc BRP Datu Sikatuna (PF-5); tháo dỡ 1989
- USS Atherton (DE-169) như là chiếc BRP Rajah Humabon (PF-11); ngừng hoạt động 2018
- USS Booth (DE-170) như là chiếc BRP Datu Kalantiaw (PS-76); đắm trong một cơn bão 1981
- USS Muir (DE-770) - tháo dỡ làm nguồn phụ tùng
- USS Sutton (DE-771) - tháo dỡ làm nguồn phụ tùng

### Chuyển giao cho Hàn Quốc
- USS Muir (DE-770) như là chiếc ROKN Kyong Ki (F-71); phục vụ 1956–1977 (chuyển cho Philippines sau đó)
- USS Sutton (DE-771) như là chiếc ROKN Kang Won (F-72); phục vụ 1956–1977 (chuyển cho Philippines sau đó)

### Chuyển giao cho Trung Hoa Dân Quốc (Đài Loan)
- USS Thomas (DE-102) như là chiếc ROCN Taihe (太和)
- USS Bostwick (DE-103) như là chiếc ROCN Taicang (太倉)
- USS Breeman (DE-104) như là chiếc ROCN Taihu (太湖)
- USS Carter (DE-112) như là chiếc ROCN Taizhao (太昭)

### Chuyển giao cho Thái Lan
- USS Hemminger (DE-746) như là chiếc HTMS Pin Klao (413)

### Chuyển giao cho Uruguay
- USS Baron (DE-166) như là chiếc Uruguay (DE-1); phục vụ 1952–1990
- USS Bronstein (DE-189) như là chiếc Artigas (DE-2); phục vụ 1952–1988

## Những chiếc trong lớp
| Tên (số hiệu lườn)         | Xưởng tàu                                                         | Đặt lườn          | Hạ thủy           | Nhập biên chế     | Xuất biên chế     | Số phận |
| -------------------------- | ----------------------------------------------------------------- | ----------------- | ----------------- | ----------------- | ----------------- | --- |
| Cannon (DE-99)             | Dravo Corporation, Wilmington, Delaware                           | 14 tháng 11, 1942 | 25 tháng 5, 1943  | 26 tháng 9, 1943  | 19 tháng 12, 1944 | Chuyển cho Brazil 19 tháng 12, 1944 như là chiếc Baependi; tháo dỡ 1975                                                                                            |
| Christopher (DE-100)       | Dravo Corporation, Wilmington, Delaware                           | 7 tháng 12, 1942  | 19 tháng 6, 1943  | 23 tháng 10, 1943 | 19 tháng 12, 1944 | Chuyển cho Brazil 19 tháng 12, 1944 như là chiếc Benevente; tháo dỡ 1964                                                                                           |
| Alger (DE-101)             | Dravo Corporation, Wilmington, Delaware                           | 2 tháng 1, 1943   | 8 tháng 7, 1943   | 12 tháng 11, 1943 | 10 tháng 3, 1945  | Chuyển cho Brazil 10 tháng 3, 1945 như là chiếc Babitonga; tháo dỡ 1964                                                                                            |
| Thomas (DE-102)            | Dravo Corporation, Wilmington, Delaware                           | 16 tháng 1, 1943  | 31 tháng 7, 1943  | 21 tháng 11, 1943 | 13 tháng 3, 1946  | Hoàn tất tại Xưởng hải quân Norfolk; chuyển cho Đài Loan như là chiếc Taihe (DE-23) 29 tháng 10, 1948; tháo dỡ 1972                                                |
| Bostwick (DE-103)          | Dravo Corporation, Wilmington, Delaware                           | 6 tháng 2, 1943   | 30 tháng 8, 1943  | 1 tháng 12, 1943  | 30 tháng 4, 1946  | Chuyển cho Đài Loan như là chiếc Taicang (DE-25) 14 tháng 12, 1948; tháo dỡ 1972                                                                                   |
| Breeman (DE-104)           | Dravo Corporation, Wilmington, Delaware                           | 20 tháng 3, 1943  | 4 tháng 9, 1943   | 12 tháng 12, 1943 | 26 tháng 4, 1946  | Hoàn tất tại Xưởng hải quân Norfolk; chuyển cho Đài Loan như là chiếc Taihu (DE-24) 29 tháng 10, 1948; tháo dỡ 1972                                                |
| Burrows (DE-105)           | Dravo Corporation, Wilmington, Delaware                           | 24 tháng 3, 1943  | 2 tháng 10, 1943  | 19 tháng 12, 1943 | 14 tháng 6, 1946  | Chuyển cho Hà Lan như là chiếc Van Amstel (F806) 1 tháng 6, 1950; tháo dỡ 1968                                                                                     |
| Carter (DE-112)            | Dravo Corporation, Wilmington, Delaware                           | 19 tháng 11, 1943 | 29 tháng 2, 1944  | 3 tháng 5, 1944   | 10 tháng 4, 1946  | Chuyển cho Đài Loan như là chiếc Taizhao (DE-26) 14 tháng 12, 1948; tháo dỡ 1973                                                                                   |
| Clarence L. Evans (DE-113) | Dravo Corporation, Wilmington, Delaware                           | 23 tháng 12, 1943 | 22 tháng 3, 1944  | 25 tháng 6, 1944  | 29 tháng 5, 1947  | Chuyển cho Pháp như là chiếc Berbère (F723) 29 tháng 3, 1952; tháo dỡ 1960                                                                                         |
| Levy (DE-162)              | Federal Shipbuilding and Drydock Company, Port Newark, New Jersey | 19 tháng 10, 1942 | 28 tháng 3, 1943  | 13 tháng 5, 1943  | 4 tháng 4, 1947   | Rút đăng bạ 2 tháng 8, 1973, bán để tháo dỡ 17 tháng 7, 1974 |
| McConnell (DE-163)         | Federal Shipbuilding and Drydock Company, Port Newark, New Jersey | 19 tháng 10, 1942 | 28 tháng 3, 1943  | 28 tháng 5, 1943  | 29 tháng 6, 1946  | Rút đăng bạ 1 tháng 10, 1972, bán để tháo dỡ 21 tháng 3, 1974 |
| Osterhaus (DE-164)         | Federal Shipbuilding and Drydock Company, Port Newark, New Jersey | 11 tháng 11, 1942 | 18 tháng 4, 1943  | 12 tháng 6, 1943  | 26 tháng 6, 1946  | Rút đăng bạ 1 tháng 11, 1972, bán để tháo dỡ 30 tháng 5, 1974 |
| Parks (DE-165)             | Federal Shipbuilding and Drydock Company, Port Newark, New Jersey | 11 tháng 11, 1942 | 18 tháng 4, 1943  | 22 tháng 6, 1943  | tháng 3, 1946     | Rút đăng bạ 1 tháng 7, 1972, bán để tháo dỡ 15 tháng 10, 1973 |
| Baron (DE-166)             | Federal Shipbuilding and Drydock Company, Port Newark, New Jersey | 30 tháng 11, 1942 | 9 tháng 5, 1943   | 5 tháng 7, 1943   | 26 tháng 4, 1946  | Chuyển cho Uruguay như là chiếc Uruguay (DE-1) 3 tháng 5, 1952; tháo dỡ 1990                                                                                       |
| Acree (DE-167)             | Federal Shipbuilding and Drydock Company, Port Newark, New Jersey | 30 tháng 11, 1942 | 9 tháng 5, 1943   | 19 tháng 7, 1943  | 1 tháng 4, 1946   | Rút đăng bạ 1 tháng 7, 1972, bán để tháo dỡ 19 tháng 7, 1973 |
| Amick (DE-168)             | Federal Shipbuilding and Drydock Company, Port Newark, New Jersey | 30 tháng 11, 1942 | 27 tháng 5, 1943  | 26 tháng 7, 1943  | 16 tháng 5, 1947  | Chuyển cho Nhật Bản như là chiếc Asahi (DE-262) 14 tháng 6, 1955; hoàn trả 1975. Chuyển cho Philippines như là chiếc Datu Sikatuna (PF-5); tháo dỡ 1989            |
| Atherton (DE-169)          | Federal Shipbuilding and Drydock Company, Port Newark, New Jersey | 14 tháng 1, 1943  | 27 tháng 5, 1943  | 29 tháng 8, 1943  | 10 tháng 12, 1945 | Chuyển cho Nhật Bản như là chiếc Hatsuhi (DE-263) 14 tháng 6, 1955; hoàn trả 1975. Chuyển cho Philippines như là chiếc Rajah Humabon (PF-11); ngừng hoạt động 2018 |
| Booth (DE-170)             | Federal Shipbuilding and Drydock Company, Port Newark, New Jersey | 30 tháng 1, 1943  | 21 tháng 6, 1943  | 19 tháng 9, 1943  | 14 tháng 6, 1946  | Chuyển cho Philippines như là chiếc Datu Kalantiaw (PF-76/FF-170) 15 tháng 12, 1967. Bị đắm do cơn bão Clara, 21 tháng 9, 1981                                     |
| Carroll (DE-171)           | Federal Shipbuilding and Drydock Company, Port Newark, New Jersey | 30 tháng 1, 1943  | 21 tháng 6, 1943  | 24 tháng 10, 1943 | 19 tháng 6, 1946  | Rút đăng bạ 1 tháng 8, 1965, bán để tháo dỡ 29 tháng 12, 1966 |
| Cooner (DE-172)            | Federal Shipbuilding and Drydock Company, Port Newark, New Jersey | 22 tháng 2, 1943  | 25 tháng 7, 1943  | 21 tháng 8, 1943  | 25 tháng 6, 1946  | Rút đăng bạ 1 tháng 7, 1972, bán để tháo dỡ 1 tháng 11, 1973 |
| Eldridge (DE-173)          | Federal Shipbuilding and Drydock Company, Port Newark, New Jersey | 22 tháng 2, 1943  | 25 tháng 7, 1943  | 27 tháng 8, 1943  | 17 tháng 6, 1946  | Chuyển cho Hy Lạp 15 tháng 1, 1951, đổi tên Leon (D-54); tháo dỡ 1999                                                                                              |
| Marts (DE-174)             | Federal Shipbuilding and Drydock Company, Port Newark, New Jersey | 26 tháng 4, 1943  | 8 tháng 8, 1943   | 3 tháng 9, 1943   | 20 tháng 3, 1945  | Chuyển cho Brazil 20 tháng 3, 1945 như là chiếc Bocaina (D-22); tháo dỡ 1975                                                                                       |
| Pennewill (DE-175)         | Federal Shipbuilding and Drydock Company, Port Newark, New Jersey | 26 tháng 4, 1943  | 8 tháng 8, 1943   | 15 tháng 9, 1943  | 1 tháng 8, 1944   | Chuyển cho Brazil 1 tháng 8, 1944 như là chiếc Bertioga (D-21); tháo dỡ 1975                                                                                       |
| Micka (DE-176)             | Federal Shipbuilding and Drydock Company, Port Newark, New Jersey | 3 tháng 5, 1943   | 22 tháng 8, 1943  | 23 tháng 9, 1943  | 14 tháng 6, 1946  | Rút đăng bạ 1 tháng 8, 1965, bán để tháo dỡ 15 tháng 5, 1967 |
| Reybold (DE-177)           | Federal Shipbuilding and Drydock Company, Port Newark, New Jersey | 3 tháng 5, 1943   | 22 tháng 8, 1943  | 29 tháng 9, 1943  | 15 tháng 8, 1944  | Chuyển cho Brazil 15 tháng 8, 1944 như là chiếc Bracui (D-18); tháo dỡ 1972                                                                                        |
| Herzog (DE-178)            | Federal Shipbuilding and Drydock Company, Port Newark, New Jersey | 17 tháng 5, 1943  | 5 tháng 9, 1943   | 6 tháng 10, 1943  | 1 tháng 8, 1944   | Chuyển cho Brazil 1 tháng 8, 1944 như là chiếc Beberibe (D-23); tháo dỡ 1968                                                                                       |
| McAnn (DE-179)             | Federal Shipbuilding and Drydock Company, Port Newark, New Jersey | 17 tháng 5, 1943  | 5 tháng 9, 1943   | 11 tháng 10, 1943 | 15 tháng 8, 1944  | Chuyển cho Brazil 15 tháng 8, 1944 như là chiếc Bauru; hiện là tàu bảo tàng tại Rio de Janeiro                                                                     |
| Trumpeter (DE-180)         | Federal Shipbuilding and Drydock Company, Port Newark, New Jersey | 7 tháng 6, 1943   | 19 tháng 9, 1943  | 16 tháng 10, 1943 | 5 tháng 12, 1947  | Rút đăng bạ 1 tháng 8, 1973, bán để tháo dỡ 18 tháng 6, 1974 |
| Straub (DE-181)            | Federal Shipbuilding and Drydock Company, Port Newark, New Jersey | 7 tháng 6, 1943   | 19 tháng 9, 1943  | 25 tháng 10, 1943 | 17 tháng 10, 1947 | Rút đăng bạ 1 tháng 8, 1973, bán để tháo dỡ 17 tháng 7, 1974 |
| Gustafson (DE-182)         | Federal Shipbuilding and Drydock Company, Port Newark, New Jersey | 5 tháng 7, 1943   | 3 tháng 10, 1943  | 1 tháng 11, 1943  | 26 tháng 6, 1946  | Chuyển cho Hà Lan như là chiếc Van Ewijk (F808) 23 tháng 10, 1950; tháo dỡ 1968                                                                                    |
| Samuel S. Miles (DE-183)   | Federal Shipbuilding and Drydock Company, Port Newark, New Jersey | 5 tháng 7, 1943   | 3 tháng 10, 1943  | 4 tháng 11, 1943  | 28 tháng 3, 1946  | Chuyển cho Pháp như là chiếc Arabe (F717) 12 tháng 8, 1950; tháo dỡ 1968                                                                                           |
| Wesson (DE-184)            | Federal Shipbuilding and Drydock Company, Port Newark, New Jersey | 29 tháng 7, 1943  | 17 tháng 10, 1943 | 11 tháng 11, 1943 | 25 tháng 7, 1946  | Chuyển cho Ý như là chiếc Andromeda (F592) 10 tháng 1, 1951; tháo dỡ 1972                                                                                          |
| Riddle (DE-185)            | Federal Shipbuilding and Drydock Company, Port Newark, New Jersey | 29 tháng 7, 1943  | 17 tháng 10, 1943 | 17 tháng 11, 1943 | 8 tháng 6, 1946   | Chuyển cho Pháp như là chiếc Kabyle (F718) 12 tháng 8, 1950; tháo dỡ 1959                                                                                          |
| Swearer (DE-186)           | Federal Shipbuilding and Drydock Company, Port Newark, New Jersey | 12 tháng 8, 1943  | 31 tháng 10, 1943 | 24 tháng 11, 1943 | 25 tháng 2, 1946  | Chuyển cho Pháp như là chiếc Bambara (F719) 16 tháng 9, 1950; tháo dỡ 1959                                                                                         |
| Stern (DE-187)             | Federal Shipbuilding and Drydock Company, Port Newark, New Jersey | 12 tháng 8, 1943  | 31 tháng 10, 1943 | 1 tháng 12, 1943  | 16 tháng 4, 1946  | Chuyển cho Hà Lan như là chiếc Van Zijll (F811) 1 tháng 3, 1951; tháo dỡ 1968                                                                                      |
| O'Neill (DE-188)           | Federal Shipbuilding and Drydock Company, Port Newark, New Jersey | 26 tháng 8, 1943  | 14 tháng 11, 1943 | 6 tháng 12, 1943  | 2 tháng 5, 1946   | Chuyển cho Hà Lan như là chiếc Du Bois (F809) 23 tháng 10, 1950; tháo dỡ 1968                                                                                      |
| Bronstein (DE-189)         | Federal Shipbuilding and Drydock Company, Port Newark, New Jersey | 26 tháng 8, 1943  | 14 tháng 11, 1943 | 13 tháng 12, 1943 | 5 tháng 11, 1945  | Chuyển cho Uruguay như là chiếc Artigas (DE-2) 3 tháng 5, 1952; tháo dỡ 1988                                                                                       |
| Baker (DE-190)             | Federal Shipbuilding and Drydock Company, Port Newark, New Jersey | 9 tháng 9, 1943   | 28 tháng 11, 1943 | 23 tháng 12, 1943 | 4 tháng 3, 1946   | Chuyển cho Pháp như là chiếc Malgache (F724) 29 tháng 3, 1952; đánh chìm như mục tiêu 1970                                                                         |
| Coffman (DE-191)           | Federal Shipbuilding and Drydock Company, Port Newark, New Jersey | 9 tháng 9, 1943   | 28 tháng 11, 1943 | 27 tháng 12, 1943 | 30 tháng 4, 1946  | Rút đăng bạ 1 tháng 7, 1972, bán để tháo dỡ 17 tháng 8, 1973 |
| Eisner (DE-192)            | Federal Shipbuilding and Drydock Company, Port Newark, New Jersey | 23 tháng 9, 1943  | 12 tháng 12, 1943 | 1 tháng 1, 1944   | 15 tháng 7, 1946  | Chuyển cho Hà Lan như là chiếc De Zeeuw (F810) 1 tháng 3, 1951; tháo dỡ 1968                                                                                       |
| Garfield Thomas (DE-193)   | Federal Shipbuilding and Drydock Company, Port Newark, New Jersey | 23 tháng 9, 1943  | 12 tháng 12, 1943 | 24 tháng 1, 1944  | 27 tháng 3, 1947  | Chuyển cho Hy Lạp như là chiếc Panthir (D-67) 15 tháng 1, 1951; ngừng hoạt động 1991, tháo dỡ                                                                      |
| Wingfield (DE-194)         | Federal Shipbuilding and Drydock Company, Port Newark, New Jersey | 7 tháng 10, 1943  | 30 tháng 12, 1943 | 28 tháng 1, 1944  | 26 tháng 8, 1947  | Chuyển cho Pháp như là chiếc Sakalave (F720) 15 tháng 9, 1950; tháo dỡ 1960                                                                                        |
| Thornhill (DE-195)         | Federal Shipbuilding and Drydock Company, Port Newark, New Jersey | 7 tháng 10, 1943  | 30 tháng 12, 1943 | 1 tháng 2, 1944   | 17 tháng 6, 1947  | Chuyển cho Ý như là chiếc Aldebaran (F590) 10 tháng 1, 1951; tháo dỡ 1976                                                                                          |
| Rinehart (DE-196)          | Federal Shipbuilding and Drydock Company, Port Newark, New Jersey | 21 tháng 10, 1943 | 9 tháng 1, 1944   | 12 tháng 2, 1944  | 17 tháng 7, 1946  | Chuyển cho Hà Lan như là chiếc De Bitter (F807) 1 tháng 6, 1950; tháo dỡ 1968                                                                                      |
| Roche (DE-197)             | Federal Shipbuilding and Drydock Company, Port Newark, New Jersey | 21 tháng 10, 1943 | 9 tháng 1, 1944   | 21 tháng 2, 1944  | —                 | Hư hại nặng do trúng thủy lôi gần Eniwetok 22 tháng 8, 1945; đánh đắm ngoài khơi Yokosuka 11 tháng 3, 1946.                                                        |
| Bangust (DE-739)           | Western Pipe and Steel Company, San Pedro, California             | 11 tháng 2, 1943  | 6 tháng 6, 1943   | 30 tháng 10, 1943 | 17 tháng 11, 1946 | Chuyển cho Peru như là chiếc Castilla (F-61) 21 tháng 2, 1952; tháo dỡ 1979                                                                                        |
| Waterman (DE-740)          | Western Pipe and Steel Company, San Pedro, California             | 24 tháng 2, 1943  | 20 tháng 6, 1943  | 30 tháng 11, 1943 | 31 tháng 5, 1946  | Chuyển cho Peru như là chiếc Aguirre (DE-62) 21 tháng 2, 1952; sunk như là chiếc target 1974                                                                       |
| Weaver (DE-741)            | Western Pipe and Steel Company, San Pedro, California             | 13 tháng 3, 1943  | 4 tháng 7, 1943   | 31 tháng 12, 1943 | 29 tháng 5, 1947  | Chuyển cho Peru như là chiếc Rodriguez 21 tháng 2, 1952; tháo dỡ 1979                                                                                              |
| Hilbert (DE-742)           | Western Pipe and Steel Company, San Pedro, California             | 23 tháng 3, 1943  | 18 tháng 7, 1943  | 4 tháng 2, 1944   | 19 tháng 6, 1946  | Rút đăng bạ 1 tháng 8, 1972, bán để tháo dỡ 15 tháng 10, 1973 |
| Lamons (DE-743)            | Western Pipe and Steel Company, San Pedro, California             | 10 tháng 4, 1943  | 1 tháng 8, 1943   | 29 tháng 2, 1944  | 14 tháng 6, 1946  | Rút đăng bạ 1 tháng 8, 1972, bán để tháo dỡ 15 tháng 10, 1973 |
| Kyne (DE-744)              | Western Pipe and Steel Company, San Pedro, California             | 16 tháng 4, 1943  | 15 tháng 8, 1943  | 4 tháng 4, 1944   | 14 tháng 6, 1946  | Rút đăng bạ 1 tháng 8, 1972, bán để tháo dỡ 1 tháng 11, 1973 |
| Kyne (DE-744)              | Western Pipe and Steel Company, San Pedro, California             | 16 tháng 4, 1943  | 15 tháng 8, 1943  | 21 tháng 11, 1950 | 17 tháng 6, 1960  | Rút đăng bạ 1 tháng 8, 1972, bán để tháo dỡ 1 tháng 11, 1973 |
| Snyder (DE-745)            | Western Pipe and Steel Company, San Pedro, California             | 28 tháng 4, 1943  | 29 tháng 8, 1943  | 5 tháng 5, 1944   | 5 tháng 5, 1960   | Rút đăng bạ 1 tháng 8, 1972, bán để tháo dỡ 1 tháng 11, 1973 |
| Hemminger (DE-746)         | Western Pipe and Steel Company, San Pedro, California             | 5 tháng 5, 1943   | 12 tháng 9, 1943  | 30 tháng 5, 1944  | 17 tháng 6, 1946  | Chuyển cho Thái Lan như là chiếc Pin Klao (DE-1) 22 tháng 7, 1959. Đang hoạt động                                                                                  |
| Hemminger (DE-746)         | Western Pipe and Steel Company, San Pedro, California             | 5 tháng 5, 1943   | 12 tháng 9, 1943  | 1 tháng 12, 1950  | 21 tháng 2, 1958  | Chuyển cho Thái Lan như là chiếc Pin Klao (DE-1) 22 tháng 7, 1959. Đang hoạt động                                                                                  |
| Bright (DE-747)            | Western Pipe and Steel Company, San Pedro, California             | 9 tháng 6, 1943   | 26 tháng 9, 1943  | 30 tháng 6, 1944  | 19 tháng 4, 1946  | Chuyển cho Pháp như là chiếc Touareg (F721) 11 tháng 11, 1950; tháo dỡ 1965                                                                                        |
| Tills (DE-748)             | Western Pipe and Steel Company, San Pedro, California             | 23 tháng 6, 1943  | 3 tháng 10, 1943  | 8 tháng 8, 1944   | 14 tháng 6, 1946  | Rút đăng bạ 23 tháng 9, 1968. Đánh chìm như mục tiêu 3 tháng 4, 1969                                                                                               |
| Tills (DE-748)             | Western Pipe and Steel Company, San Pedro, California             | 23 tháng 6, 1943  | 3 tháng 10, 1943  | 21 tháng 11, 1950 | 18 tháng 10, 1959 | Rút đăng bạ 23 tháng 9, 1968. Đánh chìm như mục tiêu 3 tháng 4, 1969                                                                                               |
| Tills (DE-748)             | Western Pipe and Steel Company, San Pedro, California             | 23 tháng 6, 1943  | 3 tháng 10, 1943  | 1 tháng 10, 1961  | 23 tháng 9, 1968  | Rút đăng bạ 23 tháng 9, 1968. Đánh chìm như mục tiêu 3 tháng 4, 1969                                                                                               |
| Roberts (DE-749)           | Western Pipe and Steel Company, San Pedro, California             | 7 tháng 7, 1943   | 14 tháng 11, 1943 | 2 tháng 9, 1944   | 21 tháng 9, 1968  | Rút đăng bạ 23 tháng 9, 1968. Đánh chìm như mục tiêu tháng 11, 1971                                                                                                |
| McClelland (DE-750)        | Western Pipe and Steel Company, San Pedro, California             | 21 tháng 7, 1943  | 28 tháng 11, 1943 | 19 tháng 9, 1944  | 15 tháng 5, 1946  | Rút đăng bạ 1 tháng 8, 1972, bán để tháo dỡ 1 tháng 11, 1973 |
| McClelland (DE-750)        | Western Pipe and Steel Company, San Pedro, California             | 21 tháng 7, 1943  | 28 tháng 11, 1943 | 14 tháng 7, 1950  | 12 tháng 9, 1960  | Rút đăng bạ 1 tháng 8, 1972, bán để tháo dỡ 1 tháng 11, 1973 |
| Cates (DE-763)             | Tampa Shipbuilding Company, Tampa, Florida                        | 1 tháng 3, 1943   | 10 tháng 10, 1943 | 15 tháng 12, 1943 | 28 tháng 3, 1947  | Chuyển cho Pháp như là chiếc Soudanais (F722) 11 tháng 11, 1950; tháo dỡ 1959                                                                                      |
| Gandy (DE-764)             | Tampa Shipbuilding Company, Tampa, Florida                        | 1 tháng 3, 1943   | 12 tháng 12, 1943 | 7 tháng 2, 1944   | 17 tháng 6, 1946  | Chuyển cho Ý như là chiếc Altair (F591) 10 tháng 1, 1951. Đánh chìm như mục tiêu 1971                                                                              |
| Earl K. Olsen (DE-765)     | Tampa Shipbuilding Company, Tampa, Florida                        | 9 tháng 3, 1943   | 13 tháng 2, 1944  | 10 tháng 4, 1944  | 17 tháng 6, 1946  | Rút đăng bạ 1 tháng 8, 1972, bán để tháo dỡ 15 tháng 10, 1973 |
| Earl K. Olsen (DE-765)     | Tampa Shipbuilding Company, Tampa, Florida                        | 9 tháng 3, 1943   | 13 tháng 2, 1944  | 21 tháng 11, 1950 | 25 tháng 2, 1958  | Rút đăng bạ 1 tháng 8, 1972, bán để tháo dỡ 15 tháng 10, 1973 |
| Slater (DE-766)            | Tampa Shipbuilding Company, Tampa, Florida                        | 9 tháng 3, 1943   | 13 tháng 2, 1944  | 1 tháng 5, 1944   | 26 tháng 9, 1947  | Chuyển cho Hy Lạp như là chiếc Aetos (D-01) 1 tháng 3, 1951; ngừng hoạt động 1991. Tàu bảo tàng tại Albany, New York từ 1993                                       |
| Oswald (DE-767)            | Tampa Shipbuilding Company, Tampa, Florida                        | 1 tháng 4, 1943   | 25 tháng 4, 1944  | 12 tháng 6, 1944  | 30 tháng 4, 1946  | Rút đăng bạ 1 tháng 8, 1972, bán để tháo dỡ 15 tháng 10, 1973 |
| Ebert (DE-768)             | Tampa Shipbuilding Company, Tampa, Florida                        | 1 tháng 4, 1943   | 11 tháng 5, 1944  | 12 tháng 7, 1944  | 14 tháng 6, 1946  | Chuyển cho Hy Lạp như là chiếc Ierax (D-31) 1 tháng 3, 1951. Đánh chìm như mục tiêu 2002                                                                           |
| Neal A. Scott (DE-769)     | Tampa Shipbuilding Company, Tampa, Florida                        | 1 tháng 6, 1943   | 4 tháng 6, 1944   | 31 tháng 7, 1944  | 30 tháng 4, 1946  | Rút đăng bạ 1 tháng 6, 1968, bán để tháo dỡ in tháng 7, 1969 |
| Muir (DE-770)              | Tampa Shipbuilding Company, Tampa, Florida                        | 1 tháng 6, 1943   | 4 tháng 6, 1944   | 30 tháng 8, 1944  | tháng 9, 1947     | Chuyển cho Hàn Quốc như là chiếc Kyongki (F-71) 2 tháng 2, 1956; chuyển cho Philippines để tháo dỡ làm nguồn phụ tùng 1977                                         |
| Sutton (DE-771)            | Tampa Shipbuilding Company, Tampa, Florida                        | 23 tháng 8, 1943  | 6 tháng 8, 1944   | 22 tháng 12, 1944 | 19 tháng 3, 1948  | Chuyển cho Hàn Quốc như là chiếc Kang Won (F-72) 2 tháng 2, 1956; chuyển cho Philippines để tháo dỡ làm nguồn phụ tùng 1977                                        |